# 田頭村 (岩手県)
田頭村（でんどうむら）は、昭和31年（1956年）まで岩手県岩手郡の北西部に存在していた村。現在の八幡平市田頭・平笠にあたる。

## 地理
- 河川：松川

## 沿革
- 明治22年（1889年）4月1日 - 町村制施行にともない、田頭村と平笠村が合併して新制の北岩手郡田頭村が発足。
- 1897年（明治30年）4月1日 - 郡の統合により北岩手郡と南岩手郡が合併し、岩手郡が復活[1]。岩手郡田頭村となる。
- 昭和31年（1956年）9月30日 - 大更村・平舘村・寺田村と合併し、西根村となる。

## 行政

### 歴代村長
| 代 | 氏名       | 就任                   | 退任                      | 備考 |
| -- | ---------- | ---------------------- | ------------------------- | ---- |
| 1  | 富沢武利   | 不明                   |                           |      |
| 2  | 三田村伝七 | 不明                   |                           |      |
| 3  | 佐々木善八 | 大正5年（1916年）3月   | 大正9年（1920年）3月      |      |
| 4  | 遠藤千蔵   | 大正9年（1920年）7月   | 大正13年（1924年）7月     |      |
| 5  | 佐々木善八 | 大正13年（1924年）7月  | 昭和4年（1929年）10月     | 再任 |
| 6  | 泉沢信吉   | 昭和4年（1929年）11月  | 昭和17年（1942年）7月     |      |
| 7  | 三田村実   | 昭和17年（1942年）12月 | 昭和18年（1943年）7月     |      |
| 8  | 駒ヶ嶺泰明 | 昭和18年（1943年）10月 | 昭和22年（1947年）2月     |      |
| 9  | 工藤佐次郎 | 昭和22年（1947年）4月  | 昭和26年（1951年）4月     |      |
| 10 | 伊藤猛虎   | 昭和26年（1951年）5月  | 昭和30年（1955年）4月     |      |
| 11 | 三田村冨治 | 昭和30年（1955年）5月  | 昭和31年（1956年）9月29日 |      |

## 交通

### 鉄道
- 松尾鉱業鉄道：田頭駅